# جيسون جيدريك
جيسون جيدريك (بالإنجليزية: Jason Gedrick)‏ مواليد 7 فبراير 1965 في شيكاغو، هو ممثل أمريكي بدأ مسيرته الفنية سنة 1983.

## الأعمال
- النسر الحديدي
- أرض الميعاد
- النسر الحديدي 2
- ولد في الرابع من يوليو
- ديكستر
- كيف تفلت بجريمة قتل
- بوش
- الجميلة والوحش
- القناص

## روابط خارجية
- جيسون جيدريك على موقع IMDb (الإنجليزية)
- جيسون جيدريك على موقع ألو سيني (الفرنسية)
- جيسون جيدريك على موقع ميوزك برينز (الإنجليزية)
- جيسون جيدريك على موقع أول موفي (الإنجليزية)
- جيسون جيدريك على موقع قاعدة بيانات برودواي على الإنترنت (الإنجليزية)
- جيسون جيدريك على موقع قاعدة بيانات الأفلام السويدية (السويدية)
- جيسون جيدريك على موقع إن إن دي بي (الإنجليزية)
- جيسون جيدريك على موقع قاعدة بيانات الفيلم (الإنجليزية)
- جيسون جيدريك على موقع كينوبويسك (الروسية)